# Quantizzazione (fisica)
In fisica, si definisce quantizzazione la procedura utilizzata per associare a ogni osservabile classica una rispettiva controparte quantistica.
Usualmente si indica in modo più specifico come quantizzazione la limitazione delle grandezze osservabili a valori discreti, ovvero non continui quanti, operata dalla meccanica quantistica, sebbene questo non sia il caso più generale possibile.

## Procedura matematica
La teoria classica è descritta usando un fogliettamento di tipo spazio dello spazio-tempo in cui lo stato a ciascuno slice è descritto da un elemento di una varietà simplettica con l'evoluzione temporale data dai simplettomorfismi generati dalla funzione hamiltoniana per mezzo della 2-forma di Poincarè Cartan. L'algebra quantistica degli "operatori" è una {\displaystyle \hbar }-deformazione dell'algebra delle funzioni lisce definite sullo spazio simplettico in modo tale che il termine di ordine più basso dello sviluppo formale di Taylor in potenze di {\displaystyle \hbar } del commutatore {\displaystyle \left[A,B\right]} sia {\displaystyle i\hbar \left\{A,B\right\}}, dove le parentesi graffe indicano le parentesi di Poisson. Tutti gli altri termini dello sviluppo sono codificati nelle parentesi di Moyal, l'opportuna deformazione quantistica delle parentesi di Poisson. In generale, per le osservabili classiche da quantizzare, il processo di {\displaystyle \hbar }-deformazione di queste parentesi è altamente non univoco, la quantizzazione è quindi una sorta di "arte" dipendente dal contesto fisico in analisi (due differenti sistemi quantistici possono essere rappresentati da due diverse e inequivalenti deformazioni dello stesso limite classico, {\displaystyle \hbar \to 0}). 
In generale l'attenzione è rivolta verso le rappresentazioni unitarie di questa algebra quantistica. Rispetto a una determinata rappresentazione unitaria, un simplettomorfismo nella teoria classica ora si dovrebbe trasformare in una trasformazione unitaria metaplettica. In particolare, l'evoluzione temporale dei simplettomorfismi generati dalla deformazione dell'hamiltoniana classica definisce la corrispondente Hamiltoniana quantistica.
Un'ulteriore generalizzazione è quella di considerare una varietà di Poisson invece di una spazio simplettico per la teoria classica e quindi realizzare l'{\displaystyle \hbar }-deformazione della corrispondente algebra di Poisson.